# Narathura sudesta
Narathura sudesta är en fjärilsart som beskrevs av Evans 1957. Narathura sudesta ingår i släktet Narathura och familjen juvelvingar. Inga underarter finns listade i Catalogue of Life.